# سمفونی شماره ۹۳ (هایدن)

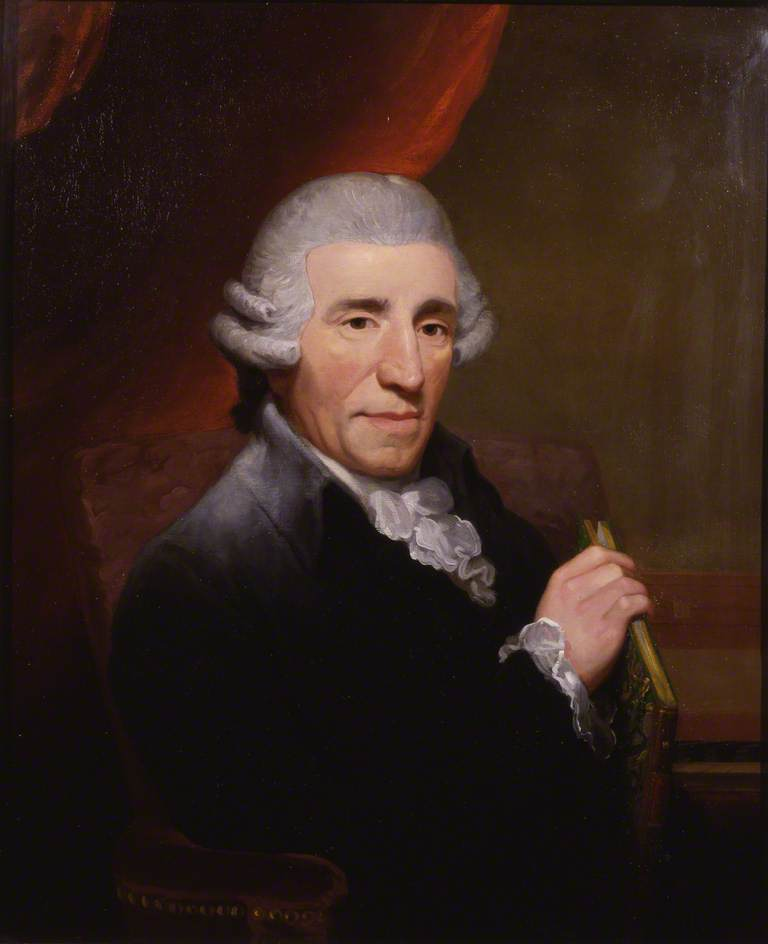
سمفونی شماره ۹۳ (هایدن)

سمفونی شماره ۹۳ در رِ ماژور، هوبوکن یک/۹۳ (Hoboken I/93)، یک سمفونی از دوازده سمفونی لندن (شماره‌های ۹۳–۱۰۴) اثر یوزف هایدن است.
هایدن تصنیفِ این سمفونی را در سال ۱۷۹۱ و در سفرِ نخستش به لندن به پایان رساند. سمفونی شماره ۹۳ نخستین بار در ۱۷ فوریهٔ ۱۷۹۲ در تالارهای «میدان هانوفر» در لندن اجرا شد.
از میان دوازده سمفونی موسوم به «سمفونی‌های لندن»، شماره ۹۳ در آغازِ «فهرست راهنمای هوبوکن» (به آلمانی: Hoboken-Verzeichnis) قرار دارد؛ اما احتمالاً سومین سمفونیِ تصنیف‌شده از این مجموعه است و بعد از سمفونی شماره ۹۶ او (در رِ ماژور) و سمفونی شماره ۹۵ (در دو مینور) نوشته شده‌است.

## سازبندی و موومان‌ها
سمفونی شماره ۹۳ هایدن برای دو فلوت، دو ابوا، دو فاگوت (باسون)، دو کُر (هورن)، دو ترومپت، تیمپانی، و سازهای زهی سازبندی شده‌است.
این سمفونی، مانند سایر «سمفونی‌های لندنِ» هایدن، چهار موومان دارد:
1. آداژیو — آلگرو آسایی با میزانِ 3
4
2. لارگو کانتابیله (در سُل ماژور)
3. منوئه. آلگرو با میزانِ 3
4
4. فیناله. پرِستو ما نُن تروپو با میزانِ 2
4